# Food Records
Food Records var et engelsk pladeselskab, der blev stiftet i 1984 af David Balfe, der senere optog Andy Ross som partner. Pladeselskabet blev oprindeligt grundlagt som et uafhængigt pladeselskab med distribution gennem Rough Trade Distribution og opnåede endvidere licens til en række artister på WEA Records. EMI blev medejer af pladeselskabet i 1994 og efter at være blevet eneejer lagde EMI i 2000 Food Records ind under EMI's label Parlophone.
Food Records kommercielt mest succesfulde artister var det britiske band Blur, der udgav alle sine udgivelser på Food Records, ligesom Food Records' ejer og grundlægger, David Balfe, fungerede som bandets manager i bandets første år. Andre artister var Idlewild, Jesus Jones, Dubstar, The Supernaturals, Octopus og Grass Show.

## Udgivelser
Følgende blev udgivet på Food Records: (12" vinyl singler har et "T" efter udgivelsesnummeret):

### Singler
| Cat No.  | Artist               | Titel                              | Dato              | Konfiguration                 |
| -------- | -------------------- | ---------------------------------- | ----------------- | ----------------------------- |
| FOOD 1   | Brilliant            | "Soul Murder"                      | June 1984         |                               |
| FOOD 2   | The Woodentops       | "Plenty"                           | July 1984         |                               |
| FOOD 3   | Brilliant            | "Wait For It"                      | October 1984      |                               |
| FOOD 4   | Zodiac Mindwarp      | "Wild Child"                       | May 1985          |                               |
| FOOD 5   | Brilliant            | "It's A Man's Man's Man's World"   | September 1985    |                               |
| FOOD 6   | Brilliant            | "Love Is War"                      | February 1986     |                               |
| FOOD 7   | Brilliant            | "Somebody"                         | July 1986         |                               |
| FOOD 8   | Brilliant            | "The End Of The World"             | 1986              |                               |
| FOOD 9   | Voice of the Beehive | "Just A City"                      | March 1987        |                               |
| FOOD 10  | Crazyhead            | "Baby Turpentine"                  | July 1987         |                               |
| FOOD 11  | Diesel Park West     | "When The Hoodoo Comes"            | July 1987         |                               |
| FOOD 12  | Crazyhead            | "Time Has Taken Its Toll On You"   | July 1988         |                               |
| FOOD 14  | Crazyhead            | "Rags"                             | September 1988    |                               |
| FOOD 14  | Crazyhead            | Have Love Will Travel EP           | February 1989     |                               |
| FOOD 15  | Diesel Park West     | "Jackie's Still Sad"               | 1988              |                               |
| FOOD 17  | Diesel Park West     | "All The Myths On Sunday"          | January 1989      |                               |
| FOOD 18  | Jesus Jones          | "Info Freako"                      | February 1989     |                               |
| FOOD 19  | Diesel Park West     | "Like Princes Do"                  | April 1989        |                               |
| FOOD 20  | Diesel Park West     | Hoodoo EP                          | August 1989       |                               |
| FOOD 21  | Jesus Jones          | "Never Enough"                     | July 1989         |                               |
| FOOD 22  | Jesus Jones          | "Bring It On Down"                 | September 1989    |                               |
| FOOD 23  | Various              | The Food Christmas EP              | December 1989     |                               |
| FOOD 24  | Jesus Jones          | "Real Real Real"                   | 12 June 1990      |                               |
| FOOD 25  | Jesus Jones          | "Right Here, Right Now"            | 11 September 1990 |                               |
| FOOD 26  | Blur                 | "She's So High"                    | October 1990      | CD, MC, 7", 12"               |
| FOOD 27  | Jesus Jones          | "International Bright Young Thing" | January 1991      |                               |
| FOOD 28  | Jesus Jones          | "Who? Where? Why?"                 | February 1991     |                               |
| FOOD 29  | Blur                 | "There's No Other Way"             | April 1991        | CD, MC, 2x12"                 |
| FOOD 30  | Jesus Jones          | "Right Here, Right Now" (Reissue)  | July 1991         |                               |
| FOOD 31  | Blur                 | "Bang"                             | July 1991         | CD, MC, 7", 12"               |
| FOOD 33  | Sensitize            | "Maniac"                           | 1991              |                               |
| FOOD 34  | Various              | Food X-Mas Party 1991              | 1991              | Cassette promo                |
| FOOD 35  | Diesel Park West     | "Fall To Love"                     | January 1992      |                               |
| FOOD 36  | Diesel Park West     | "Boy On Top Of The News"           | March 1992        |                               |
| FOOD 37  | Blur                 | "Popscene"                         | March 1992        | CD, MC, 7", 12"               |
| FOOD 38  | Sensitize            | "Falling Through"                  | 1992              |                               |
| FOOD 39  | Diesel Park West     | "God Only Knows"                   | September 1992    |                               |
| FOOD 40  | Blur                 | "For Tomorrow"                     | April 1993        | 2xCD, MC, 12"                 |
| FOOD 41  | Jesus Jones          | "The Devil You Know"               | December 1992     |                               |
| FOOD 42  | Jesus Jones          | "The Right Decision"               | April 1993        |                               |
| FOOD 44  | Jesus Jones          | "Zeroes and Ones"                  | July 1993         |                               |
| FOOD 45  | Blur                 | "Chemical World"                   | June 1993         | 2xCD, Red 7", 12" w/ Print    |
| FOOD 46  | Blur                 | "Sunday Sunday"                    | September 1993    | 2xCD, Yellow 7", 12" w/ Print |
| FOOD 47  | Blur                 | "Girls & Boys"                     | March 1994        | 2xCD, MC, Numbered 7"         |
| FOOD 48  | Skyscraper           | "Man Made Hell"                    | 1994              |                               |
| FOOD 49  | Strangelove          | "Time For The Rest Of Your Life"   | 17 June 1994      |                               |
| FOOD 50  | Blur                 | "To the End"                       | May 1994          | 2xCD, MC, 12"                 |
| FOOD 51  | Shampoo              | "Trouble"                          | 1994              |                               |
| FOOD 53  | Blur                 | "Parklife"                         | August 1994       | 2xCD, MC, 12" Poster Pack     |
| FOOD 54  | Shampoo              | "Viva La Megababes"                | 30 September 1994 |                               |
| FOOD 55  | Strangelove          | "Is There A Place?"                | 1994              |                               |
| FOOD 56  | Blur                 | "End of a Century"                 | November 1994     | CD, MC, Numbered 7"           |
| FOOD 57  | Blur                 | "This Is A Low"                    | 1995              | Promo CD                      |
| FOOD 58  | Shampoo              | "Delicious"                        | 3 February 1995   |                               |
| FOOD 60  | Dubstar              | An Introduction To                 | 1995              | Sampler CD                    |
| FOOD 61  | Dubstar              | "Stars"                            | 23 June 1995      |                               |
| FOOD 63  | Blur                 | "Country House"                    | August 1995       | 2xCD, MC, 7"                  |
| FOOD 66  | Shampoo              | "Trouble"                          | 21 July 1995      |                               |
| FOOD 67  | Dubstar              | "Anywhere"                         | 15 September 1995 |                               |
| FOOD 68  | Octopus              | "Magazine"                         | March 1996        |                               |
| FOOD 69  | Blur                 | "The Universal"                    | November 1995     | 2xCD, MC                      |
| FOOD 70  | Strangelove          | "Living With The Human Machines"   | 4 April 1996      |                               |
| FOOD 71  | Dubstar              | "Not So Manic Now"                 | 7 December 1995   |                               |
| FOOD 73  | Blur                 | "Stereotypes"                      | February 1996     | CD, MC, Pink Gatefold 7"      |
| FOOD 75  | Dubstar              | "Stars" (Reissue)                  | 22 March 1996     |                               |
| FOOD 76  | Shampoo              | "Girl Power"                       | 28 June 1996      |                               |
| FOOD 77  | Blur                 | "Charmless Man"                    | April 1996        | CD, MC, Gatefold 7"           |
| FOOD 78  | Octopus              | "Your Smile"                       | June 1996         |                               |
| FOOD 79  | The Supernaturals    | "Smile"                            | 5 July 1996       |                               |
| FOOD 80  | Dubstar              | "Elevator Song"                    | 19 July 1996      |                               |
| FOOD 81  | Strangelove          | "Beautiful Alone"                  | June 1996         |                               |
| FOOD 82  | Strangelove          | "Sway"                             | 5 August 1996     |                               |
| FOOD 83  | Shampoo              | "I Know What Boys Like"            | 6 September 1996  |                               |
| FOOD 84  | Octopus              | "Saved"                            | September 1996    |                               |
| FOOD 85  | The Supernaturals    | "Lazy Lover"                       | 7 October 1996    |                               |
| FOOD 86  | Grass~Show           | "Out Of The Void"                  | 12 October 1996   |                               |
| FOOD 87  | Octopus              | "Jealousy"                         | November 1996     |                               |
| FOOD 88  | The Supernaturals    | "The Day Before Yesterday's Man"   | 20 January 1997   |                               |
| FOOD 89  | Blur                 | "Beetlebum"                        | January 1997      | 2xCD, Red 7"                  |
| FOOD 90  | Grass~Show           | "1962"                             | 17 February 1997  |                               |
| FOOD 91  | Octopus              | "Adrenalina"                       | 1996              | 1-track promo CD              |
| FOOD 92  | The Supernaturals    | "Smile" (Reissue)                  | 7 April 1997      |                               |
| FOOD 93  | Blur                 | "Song 2"                           | April 1997        | 2xCD, Purple 7"               |
| FOOD 94  | Grass~Show           | "Freak Show"                       | 19 May 1997       |                               |
| FOOD 95  | Jesus Jones          | "The Next Big Thing"               | 30 May 1997       |                               |
| FOOD 96  | Dubstar              | "No More Talk"                     | 9 June 1997       |                               |
| FOOD 97  | Strangelove          | "The Greatest Show On Earth"       | July 1997         |                               |
| FOOD 98  | Blur                 | "On Your Own"                      | June 1997         | 2xCD, White 7"                |
| FOOD 99  | The Supernaturals    | "Love Has Passed Away"             | 27 June 1997      |                               |
| FOOD 102 | Jesus Jones          | "Chemical #1"                      | August 1997       |                               |
| FOOD 103 | Grass~Show           | "Out Of The Void" (Reissue)        | 11 August 1997    |                               |
| FOOD 104 | Dubstar              | "Cathedral Park"                   | 1 September 1997  |                               |
| FOOD 105 | Strangelove          | "Freak"                            | October 1997      |                               |
| FOOD 106 | The Supernaturals    | "Prepare To Land"                  | 10 October 1997   |                               |
| FOOD 107 | Blur                 | "M.O.R."                           | September 1997    | CD, MC, Orange 7"             |
| FOOD 108 | Dubstar              | "I Will Be Your Girlfriend"        | March 1998        |                               |
| FOOD 109 | Blur                 | "Death Of A Party"                 | December 1997     | CD promo                      |
| FOOD 110 | Strangelove          | "Another Night In"                 | 6 February 1998   |                               |
| FOOD 111 | Idlewild             | "A Film for the Future"            | April 1998        | CD, 7"                        |
| FOOD 112 | The Supernaturals    | "I Wasn't Built To Get Up"         | 1998              |                               |
| FOOD 113 | Idlewild             | "Everyone Says You're So Fragile"  | July 1998         | CD, 7"                        |
| FOOD 114 | Idlewild             | "I'm a Message"                    | October 1998      | 2xCD, 7"                      |
| FOOD 115 | The Supernaturals    | "Sheffield Song"                   | 20 July 1998      |                               |
| FOOD 116 | Idlewild             | "When I Argue I See Shapes"        | February 1999     | 2xCD, 7"                      |
| FOOD 117 | Blur                 | "Tender"                           | February 1999     | 2xCD, MC, Blue 7"             |
| FOOD 118 | Liz Horsman          | "Heavy High"                       | 12 April 1999     |                               |
| FOOD 119 | The Supernaturals    | "Everest"                          | 1999              |                               |
| FOOD 120 | Blur                 | "Bugman"                           | May 1999          | CD promo                      |
| FOOD 121 | Liz Horsman          | "Just Thinking"                    | 7 June 1999       | CD promo                      |
| FOOD 122 | Blur                 | "Coffee & TV"                      | June 1999         | 2xCD                          |
| FOOD 123 | Blur                 | "No Distance Left to Run"          | November 1999     | 2xCD, MC, DVD                 |
| FOOD 124 | Idlewild             | "Little Discourage"                | September 1999    | 2xCD, 7"                      |
| FOOD 125 | Fungus               | "Rebel"                            | 4 October 1999    |                               |
| FOOD 126 | Fungus               | "A Fanclub Would Be Nice"          | March 2000        |                               |
| FOOD 127 | Idlewild             | "Actually It's Darkness"           | March 2000        | 2xCD, 7"                      |
| FOOD 128 | Dubstar              | "I (Friday Night)"                 | 24 April 2000     |                               |
| FOOD 130 | Fungus               | "Real Me"                          | 22 May 2000       |                               |
| FOOD 131 | The Supernaturals    | "Smile"                            | 2000              | CD promo                      |
| FOOD 132 | Idlewild             | "These Wooden Ideas"               | June 2000         | 2xCD, 7"                      |
| FOOD 133 | Dubstar              | "The Self Same Thing"              | August 2000       |                               |
| FOOD 134 | Idlewild             | "Roseability"                      | October 2000      | 2xCD, 7"                      |
| FOOD 135 | Blur                 | "Music Is My Radar"                | October 2000      | 2xCD, MC, 12"                 |
| FOOD 136 | Tenner               | Last Chance EP                     | 13 November 2000  |                               |
| FOOD 137 | Matthew Jay          | "Let Your Shoulder Fall"           | March 2001        |                               |
| FOOD 138 | Matthew Jay          | "Please Don't Send Me Away"        | June 2001         |                               |

### Album
| Cat No.    | Artist            | Titel                               | Dato              |
| ---------- | ----------------- | ----------------------------------- | ----------------- |
| BITE 1     | Diverse artister  | Imminent Episode One                | 1985              |
| BITE TWO   | Diverse artister  | Imminent Two                        | 1986              |
| BITE THREE | Diverse artister  | Imminent Three                      | 1986              |
| BITE FOUR  | Diverse artister  | Imminent 4                          | 1986              |
| BITE FIVE  | Diverse artister  | Imminent 5                          | 1987              |
| FOOD LP 1  | Crazyhead         | Desert Orchid                       | 3 October 1988    |
| FOOD LP 3  | Jesus Jones       | Liquidizer                          | October 1989      |
| FOOD LP 5  | Jesus Jones       | Doubt                               | 29 January 1991   |
| FOOD LP 6  | Blur              | Leisure                             | 26 August 1991    |
| FOOD LP 8  | Jesus Jones       | Perverse                            | February 1993     |
| FOOD LP 9  | Blur              | Modern Life Is Rubbish              | 10 May 1993       |
| FOOD LP 10 | Blur              | Parklife                            | 25 April 1994     |
| FOOD LP 11 | Strangelove       | Time For The Rest Of Your Life      | August 1994       |
| FOOD LP 12 | Shampoo           | We Are Shampoo                      | 20 October 1994   |
| FOOD LP 13 | Dubstar           | Disgraceful                         | October 1995      |
| FOOD LP 14 | Blur              | The Great Escape                    | 11 September 1995 |
| FOOD LP 15 | Strangelove       | Love And Other Demons               | 17 June 1996      |
| FOOD LP 18 | Octopus           | From A To B                         | 16 September 1996 |
| FOOD LP 19 | Blur              | Blur                                | 10 February 1997  |
| FOOD LP 20 | Grass~Show        | Something Smells Good In Stinkville | 6 June 1997       |
| FOOD LP 21 | The Supernaturals | It Doesn't Matter Anymore           | 5 May 1997        |
| FOOD LP 22 | Jesus Jones       | Already                             | 9 June 1997       |
| FOOD LP 23 | Dubstar           | Goodbye                             | 22 September 1997 |
| FOOD LP 24 | Strangelove       | Strangelove                         | 6 October 1997    |
| FOOD LP 28 | Idlewild          | Hope Is Important                   | 19 October 1998   |
| FOOD LP 29 | Blur              | 13                                  | 22 March 1999     |
| FOOD LP 30 | Dubstar           | Make It Better                      | 28 August 2000    |
| FOOD LP 31 | Fungus            | Rookie Season                       | 5 June 2000       |
| FOOD LP 32 | Idlewild          | 100 Broken Windows                  | 9 May 2000        |
| FOOD LP 33 | Blur              | Blur: The Best Of                   | 30 October 2000   |
| FOOD LP 34 | Matthew Jay       | Draw                                | 9 April 2001      |